# Fèlix Cardellach i Alivés
Fèlix Cardellach i Alivés (Barcelona, 1875 - 1919) es un arquitecto e ingeniero industrial del periodo modernista en el que se desarrollaba la Renaixença catalana. Es en el año 1902 elegido catedrático de la historia de la arquitectura en la Escuela Técnica Superior de Ingenieros Industriales de Barcelona (Escola Tècnica Superior d'Enginyeria Industrial de Barcelona), ciudad donde desarrolló gan parte de su actividad profesional. Fue autor de diversos libros como la Filosofía de las estructuras (1911), Las formas artísticas en l'arquitectura técnica (1912), Leyes iconográficas de la línea y de la luz (1913). Centró su ámbito de investigación en la arquitectura industrial que florecía a comienzos del siglo XX.

## Biografía
Fèlix fue el tercer hijo varón de una familia catalana de cuatro, seguido de su hermana Concepció. Los hermanos varones serían todos ingenieros, él logró el título en 1899 y, además, en 1902, el de arquitectura. Su hermano mayor Enric era el titular de la empresa de ascensores Enrique Cardellach y Hno. En 1902 se presenta a unas oposiciones a Cátedra en la Escuela de ingenieros industriales de Barcelona que finalmente logra. Uno de los profesores examinadores es Antoni Rovira i Rabassa catedrático de perspectiva y de esterotomía del que fue profesor. En 1904 se presenta al VI Congreso internacional de Arquitectos a celebrar en Madrid, Cardellach presentó, junto con el también arquitecto Miquel Bertran de Quintana realizando ambos una ponencia sobre la enseñanza de la arquitectura.  
En 1905 figuró en la lista electoral de la Lliga Regionalista que se presentaba al ayuntamiento de Barcelona. Cardellach solicitó en 1906 una beca de estudios para viajar a Francia y Inglaterra y la dirección general de instrucción Pública se la concedió para todo el curso 1906-07. Regresó tras el viaje europeo a Barcelona para reincorporarse a sus tareas docentes y políticas.